# Ли Хои-Чуен
Ли Мун-шуен (4. фебруар 1901 — 7. фебруар 1965) професионално познат као Ли Хои-Чуен, био је оперски певач и филмски глумац из Хонг Конга и отац Бруса Лија.

## Породица
Ли Хои-Чуен је рођен у Јун'ану, Гуангдонг 4. фебруара 1901. Након пресељења у Хонг Конг постао је оперски глумац.
Током једногодишње турнеје Америком са оперском кућом, Ли и његова супруга Грејс Хо били у Сан Франциску 1940. године, када је њихов други син Брус Ли је рођен. У Хонг Конг су се вратили када је Брус Ли имао три месеца. Њихов најмлађи син Роберт Ли био је познат у Хонг Конгу током 1960-их као певач и оснивач популарног беат Банд, The Thunderbirds.
Ли је умро у Хонг Конгу 7. фебруара 1965, три дана после свог 64. рођендана и недељу дана после рођења његовог унука Брендона Лија.

## У популарној култури
Енглески глумац Рик Јанг тумачио је лик Ли Хои-Чуена у филму Dragon: The Bruce Lee Story из 1993. године, док га је Тони Ленг Ка-фаи тумачио у филму Bruce Lee, My Brother из 2010. године.